# 안미츠 공주
《안미츠 공주》(일본어: あんみつ姫 안미쓰히메[*])는 쿠라카네 쇼스케(倉金 章介)가 쓴 일본 만화 시리즈이다. 1949년부터 1955년까지 연재되었으며 1986년에 타케모토 이즈미(竹本 泉)에 의해 동명의 제목으로 《나카요시》에 재연재되었다. 또한 TV 애니메이션 시리즈, 텔레비전 영화 등으로 제작되었다.